# Джим Кроучи
Джим Кроучи (на английски: Jim Croce) (10 януари 1943 г. – 20 септември 1973 г.) е американски фолк и рок певец.
Загива в самолетна карастрофа на 20 септември 1973 г., ден преди сингълът му I Got a Name да излезе. Той и другите петима в самолета умират след като по време на излитането самолетът се блъска в дърво.
Албумът I Got a Name излиза на 1 декември 1973.